# Bredgölen (Norra Vi socken, Östergötland)
Bredgölen är en sjö i Ydre kommun i Östergötland och ingår i Motala ströms huvudavrinningsområde.